# Organizacija centralnog sporazuma
Organizacija centralnog sporazuma (CENTO), (eng. The Central Treaty Organization, tur. Merkezi Antlaşma Teşkilatı), od 1955. do 1958. poznata kao Bagdadski pakt (Bagdadski sporazum) ili Organizacija bliskoistočnog sporazuma (METO), bila je vojno-politički savez na Bliskome istoku u vrijeme Hladnog rata. Nastala je 1955. na inicijativu Ujedinjenoga Kraljevstva, Sjedinjenih Američkih Država i Turske, a raspuštena 1979. godine. Članice su bile: Iran, Pakistan, Turska, Irak i Velika Britanija sa sjedištem u Ankari.
Predstavljala je dio „politike obuzdavanja” koju su Sjedinjene Države tijekom Hladnog rata provodile u cilju usporavanja rasta sovjetske moći u svijetu, uspostavljanjem onoga što se u okviru NATO-a nazivalo „sanitarnim kordonima”.
Njezin nastanak, koji je uslijedio nakon osnutka NATO-a i SEATO–a, izazvalo je eksploziju nezadovoljstva na Srednjem istoku, osobito u Egiptu i Siriji, ali i kod svih protivnika Sjedinjenih Država, koji su pakt osudili kao imperijalistički i protivan do tada zagovaranoj politici pozitivnog neutralizma. Općenito se smatra dijelom onovremene američke strategije „paktomanije”., kao i jednim od najmanje uspješnih saveza Hladnog rata.
Položaj Turske u Paktu bio je poseban i uzdignutiji u odnosu na ostale članice kao što je Irak. Zapad joj je pridao „posebnu“ pažnju prije svega zbog geopolitičke važnosti. Vjerovalo se da bi arapske zemlje poput Iraka mogle poslužiti kao nadahnuće zemljama „sličnog stava“ i privući ih antikomunističkomu arapskom savezu. Također, nadalo se da će usuglašavanje oko Bagdadskog pakta poboljšati tursko-iračke odnose. Međutim, optimizam se pokazao neosnovanim, budući da je Irak bio pod stalnom prijetnjom infiltracije turskih snaga, a Nuri je očajnički pokušavao postići dogovor. Zapadnjačko povlašćivanje Turske na kraju nije dalo željeni ishod jer su arapske zemlje, ponajprije Egipat, zauzele neprijateljski stav prema Paktu.